# Tag out

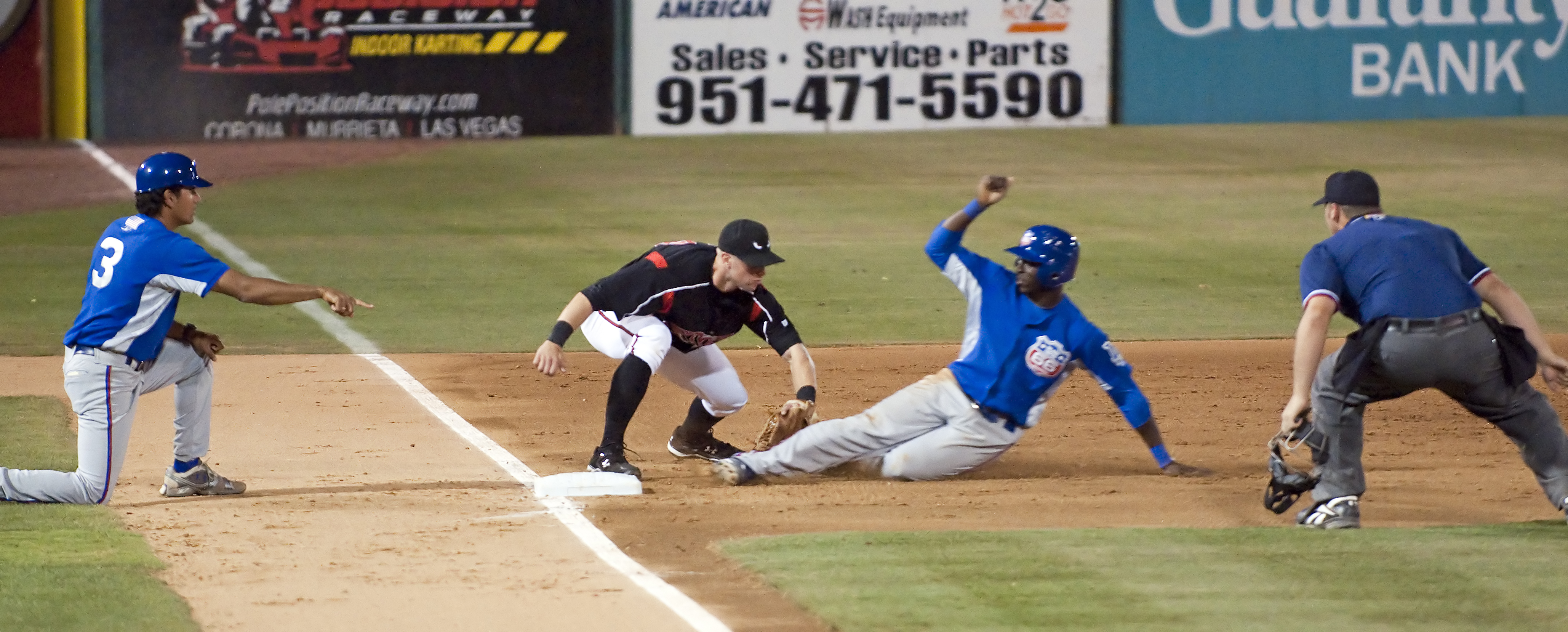
James Darnell effectuant un tag-out sur un coureur essayant d'atteindre la troisième base.

Au baseball, un tag out, parfois simplement appelé tag, est un mouvement de jeu dans lequel un coureur est retiré parce qu'il est touché par la main ou le gant d'un défenseur lorsque celui-ci possède la balle tandis que le coureur est "en danger". Un coureur est en danger lorsque :
1. Il ne touche pas de base (autre qu'après avoir dépassé la première base ou quand il avance vers une base attribuée, par exemple lors d'un but sur balles);
2. Il est forcé de quitter une base qu'il touchait parce que le batteur est devenu coureur;
3. Il n'a pas touché sa base lors du rattrapage d'une chandelle (auquel cas il doit retourner vers cette base avant de pouvoir courir vers la suivante);
4. Il n'a pas touché la base vers laquelle il courait, ou n'a pas touché les bases dans l'ordre;
5. Il touche la même base que le coureur devant lui à l'exception du cas où il est forcé de courir sur cette base car un coureur s'est placé sur la base d'où il vient.

Un tag est la façon la plus commune de retirer un coureur qui n'est pas forcé de courir sur la base suivante. Les coureurs sont parfois "éjectés", ce qui signifie qu'un défenseur lance la balle à un défenseur recouvrant la base qui ensuite taggue le coureur avant qu'il touche la base. Un coureur qui s'éloigne trop de sa base pourra être éliminé par un "pickoff", c'est-à-dire que le lanceur relaye la balle à un défenseur sur base qui tag ensuite le coureur.

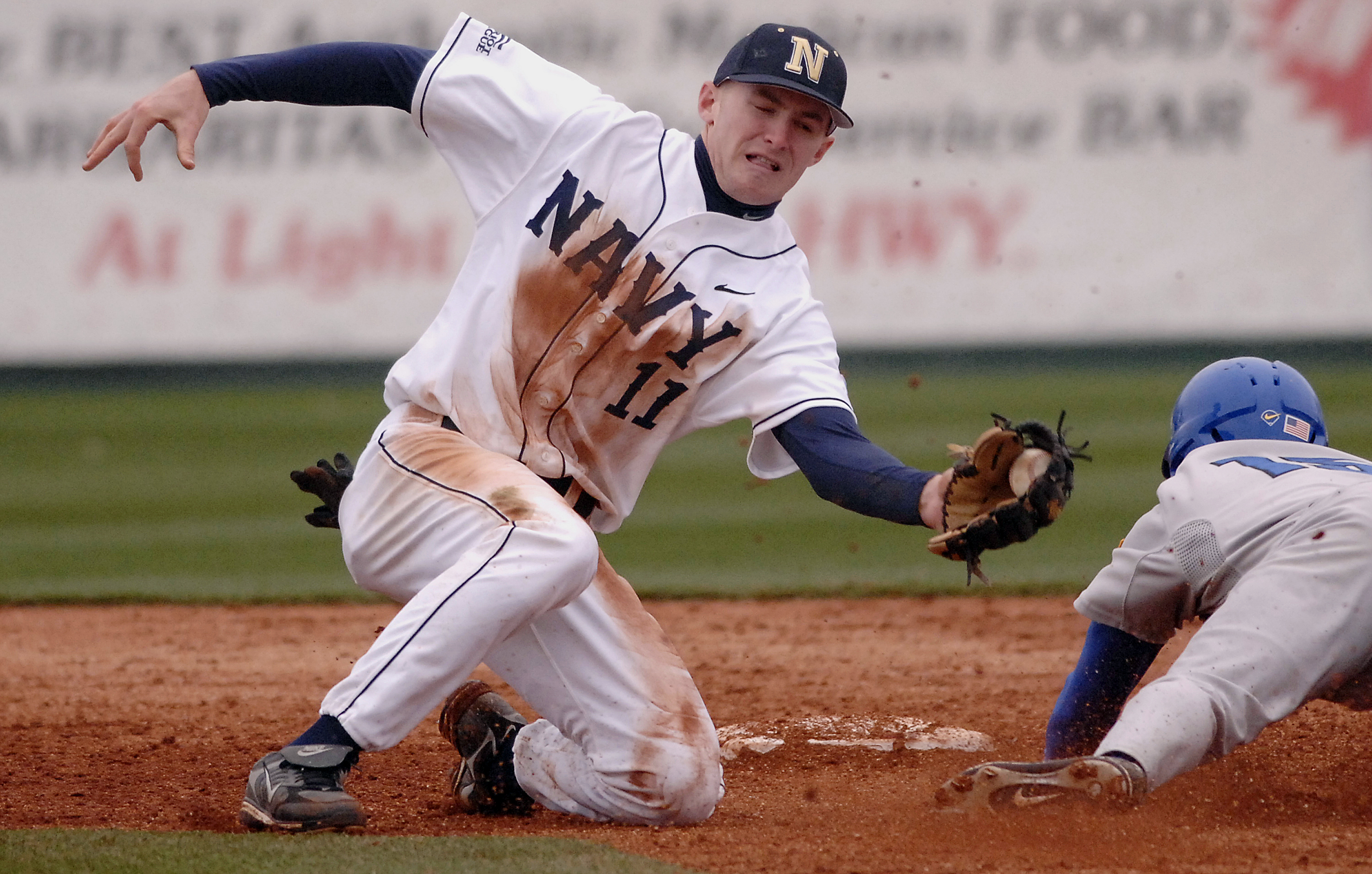
Un arrêt-court tente un "tag" sur un coureur qui glisse vers la base la tête la première.

Les tentatives de tags aboutissent parfois à des bagarres. La plupart du temps, le joueur de champ intérieur fera un tag trop fort sur le coureur, ou le coureur glissera vers la base avec une vitesse et une force suffisante pour faire tomber le joueur de champ intérieur qui tentait un tag.